# Les Maréchaux
 (janvier 2021).
Pour Paris, voir Boulevards des Maréchaux.
Le quartier des Maréchaux de Nogent-sur-Marne est un quartier au nord-est de la ville. 
Le quartier est traversé par le boulevard de Strasbourg et desservi par le bus RATP 113 qui permet de joindre rapidement la gare du RER A de Nogent-sur-Marne.
La décision de l’État de constituer une ceinture de forts autour de Paris est déterminante pour le quartier des Maréchaux. C'est en effet sur le territoire de Fontenay-sous-Bois, qu’est construit un fort, le « fort de Nogent ». L’immédiate proximité de l'édifice militaire fait du quartier alentour à Nogent une zone de servitude militaire dangereuse et non constructible. Ensuite, lors des combats de 1870, des tranchées sont installées dans tout le secteur pour participer à la défense de Paris et à la lutte contre les troupes confédérées allemandes stationnées à Champigny-sur-Marne.
Mais, ce n’est que dans l'entre-deux-guerres que le quartier prend son essor. En 1924, la zone de servitude disparaît, le quartier est donc constructible. Neuf ans après, le conseil municipal décide la création d’un office d’habitations à bon marché (HBM), les ancêtres des HLM. En 1933, les architectes Maurey et Hillion construisent ainsi un ensemble d’HBM en briques rouges et en meulière boulevard de Strasbourg, rues Anquetil, Odile-Laurent et Théodore-Honoré. 
L’année suivante, alors que le quartier se restructure et que de nouvelles rues apparaissent, le conseil municipal décide d’honorer plusieurs maréchaux de la Grande Guerre en donnant leurs noms à ces rues. En novembre 1934 naissent la place du Maréchal Foch, les avenues Maunoury, Pétain (transformé en 1944 en avenue de la Libération), Lyautey, Joffre et Franchet-d’Esperey.
La guerre marque une nouvelle fois ce quartier en 1944 puisqu'il est le théâtre des combats de la Libération de Nogent.